# Cathal mac Néill
Cathal mac Néill (mort en 729) nommé également Cathal Cerr et Cathal Corc  est un roi du sud Brega à Loch Gabhair.

## Contexte
Cathal est issu du sept Uí Chernaig du Síl nÁedo Sláine lignée des Uí Néill du sud. Il est le fils de Niall mac Cernaig Sotail (mort en 701) et le petit fils de l'Ard ri Erenn Diarmait Ruanaid (mort en 665). Il règne sur le sept Uí Chernaig de 724 à 729 succédant ainsi à son frère l'Ard ri, Fógartach (mort en 724)
Son père meurt assassiné par Írgalach mac Conaing (mort en  702), le roi de Brega issu du Uí Chonaing de Cnogba , déclenchant ainsi une longue faide entre ces deux septs du Síl nÁedo Sláine. Cathal lui meme est tué en 729 dans des circonstances inconnues. Les Annales de Tigernach lui attribuent le titre de ríg Desceirt Breagh, qu'il est le premier membre de son sept à porter dans les annales. Cependant des sources plus anciennes, les  Annales d'Ulster, ne lui donnent pas ce titre.

## Article lié
- Liste des rois de Brega
- Loch Gabhair